# Blandine L'Hirondel
Blandine L'hirondel, née le 3 mars 1991 à Caen, est une traileuse française. Elle est double championne du monde de trail, championne d'Europe de trail 2022 et triple Championne de France de Trail (court en 2019 et long en 2021/2024). Elle est licenciée à l'ARC-Alençon Running Club.

## Carrière
Aux championnats du monde de trail 2019 à Miranda do Corvo au Portugal, elle remporte le titre en individuel ainsi que le titre par équipes. Après avoir mené la course en première partie, elle décroche la médaille de bronze des championnats du monde de course en montagne longue distance et remporte l'or par équipes.
Le 27 septembre 2020, malgré une cheville endolorie, elle remporte le titre de championne de France de course en montagne à SuperDévoluy. Laissant partir Christel Dewalle en tête en début de course, elle profite des descentes pour reprendre l'avantage et s'imposer.
En août 2021 elle remporte avec le britannique Jonathan Albon l'Orsières-Champex-Chamonix, une des courses de l'UTMB. Après avoir été troisième du marathon du Mont-Blanc en 2021,  Blandine l'Hirondel arrive à la 20ème place hommes et femmes compris. Les autres finalistes sont Mathilde Sagnes et  Caitlin Fielder qui se placent derrière la française,.
Annoncée comme favorite sur l'épreuve du trail des championnats d'Europe de course en montagne et trail 2022 à El Paso malgré sa récente opération d'une endofibrose de l’artère iliaque, elle assume son rôle et domine la course de bout en bout pour s'offrir le titre. Avec Mathilde Sagnes, médaillée de bronze, et Audrey Tanguy, huitième, elle remporte de plus l'or au classement par équipes. Le 5 novembre, elle s'élance parmi les favorites sur l'épreuve de trail long des championnats du monde de course en montagne et trail à Chiang Mai. Suivant de près la Suédoise Ida Nilsson, elle double la Suissesse Emma Pooley qui a pris un départ rapide. Lors du deuxième ravitaillement, elle s'arrête pour prendre soin de sa cheville, laissant filer Ida Nilsson en tête. Elle rattrape ensuite la Suédoise puis s'envole en tête pour s'imposer avec douze minutes d'avance sur cette dernière et remporte son deuxième titre mondial. Elle est élue athlète de l'année 2022 par la Fédération française d'athlétisme, devant Rénelle Lamotte et Floriane Hot.
Le 2 septembre 2023, elle s'élance au départ de l'Ultra-Trail du Mont-Blanc, prenant pour la première fois le départ d'une épreuve de 100 milles. Elle effectue une solide course et se retrouve proche du podium à Vallorcine. Elle décide alors d'accélérer en fin de course et parvient à se hisser sur la troisième marche du podium, douze minutes derrière l'Allemande Katharina Hartmuth.
Le 1er juin 2024, elle s'élance au départ de l'épreuve de trail aux championnats d'Europe de course en montagne et trail à Annecy. Annoncée comme grande favorite, elle prend la première les commandes de la course. Elle voit cependant sa compatriote Clémentine Geoffray la rattraper puis la doubler pour s'envoler vers le titre. Blandine L'Hirondel assure alors la médaille d'argent. Elle remporte la médaille d'or au classement par équipes avec ses compatriotes qui complètent le podium.

## Palmarès
| no  | féminin            | Course                                                      | Longueur | Départ            | Temps            |
| --- | ------------------ | ----------------------------------------------------------- | -------- | ----------------- | ---------------- |
| 60e | Médaille d'or      | Championnats du monde de trail                              | 44 km    | 8 juin 2019       | 4 h 6 min 17 s   |
| 18e | Médaille d'or      | Semi-marathon Inferno                                       | 21,1 km  | 17 août 2019      | 2 h 25 min 25 s  |
| 14e | Médaille d'or      | Skyrhune                                                    | 21 km    | 21 septembre 2019 | 2 h 12 min 8 s   |
| 45e | Médaille de bronze | Championnats du monde de course en montagne longue distance | 41,5 km  | 16 novembre 2019  | 3 h 52 min 7 s   |
| 1re | Médaille d'or      | Championnats de France de course en montagne                | 12,5 km  | 27 septembre 2020 | 1 h 5 min 1 s    |
| 30e | Médaille d'argent  | Skyrace des Matheysins                                      | 25,5 km  | 18 octobre 2020   | 2 h 50 min 4 s   |
| 40e | Médaille de bronze | Golden Trail Championship                                   | 110 km   | 29 octobre 2020   | 11 h 2 min 42 s  |
| 32e | Médaille de bronze | Marathon du Mont-Blanc                                      | 38 km    | 4 juillet 2021    | 4 h 7 min 31 s   |
| 70e | 4e                 | Sierre-Zinal                                                | 31 km    | 7 août 2021       | 2 h 59 min 8 s   |
| 20e | Médaille d'or      | OCC                                                         | 55 km    | 26 août 2021      | 5 h 45 min 8 s   |
| 1re | Médaille d'or      | Championnats de France de course en montagne                | 13,6 km  | 12 septembre 2021 | 1 h 8 min 5 s    |
| 6e  | Médaille d'or      | Championnats de France de trail long                        | 54 km    | 26 septembre 2021 | 4 h 40 min 11 s  |
| 24e | Médaille d'or      | Trail du Ventoux                                            | 46 km    | 13 mars 2022      | 4 h 19 min 18 s  |
| 25e | Médaille d'or      | Championnats d'Europe de trail                              | 47,39 km | 2 juillet 2022    | 4 h 11 min 22 s  |
| 38e | Médaille d'argent  | Montée du Nid d'Aigle                                       | 19,5 km  | 16 juillet 2022   | 2 h 2 min 44 s   |
| 24e | Médaille d'or      | CCC                                                         | 98 km    | 26 août 2022      | 11 h 40 min 55 s |
| 27e | Médaille d'or      | Championnats du monde de trail - Long                       | 78 km    | 5 novembre 2022   | 8 h 22 min 14 s  |
| 8e  | Médaille d'or      | Lyon Urban Trail                                            | 37 km    | 26 mars 2023      | 3 h 1 min 12 s   |
| 5e  | Médaille d'or      | Istria Green                                                | 62,9 km  | 15 avril 2023     | 5 h 56 min 21 s  |
| 97e | 5e                 | Zegama-Aizkorri                                             | 41,9 km  | 14 mai 2023       | 4 h 48 min 32 s  |
| 33e | Médaille de bronze | Ultra-Trail du Mont-Blanc                                   | 170 km   | 2 septembre 2023  | 24 h 22 min 50 s |
| 27e | Médaille d'or      | Skyrhune                                                    | 21 km    | 23 septembre 2023 | 2 h 10 min 39 s  |
| 30e | Médaille d'or      | Championnats de France de trail long                        | 57,6 km  | 7 avril 2024      | 5 h 35 min 45 s  |
| 42e | Médaille d'argent  | Championnats d'Europe de trail                              | 58 km    | 1er juin 2024     | 5 h 53 min 49 s  |
| 4e  | Médaille d'or      | Tavignanu Trail                                             | 33 km    | 6 juillet 2024    | 3 h 44 min 0 s   |
| 40e | 5e                 | Ultra-Trail du Mont-Blanc                                   | 176,4 km | 30 août 2024      | 24 h 35 min 54 s |
| 26e | Médaille de bronze | Grand Trail des Templiers                                   | 80,4 km  | 20 octobre 2024   | 7 h 48 min 13 s  |
| 7e  | Médaille d'or      | Trail du Ventoux - Balcon des Jas                           | 29 km    | 8 mars 2025       | 2 h 47 min 55 s  |
| 20e | Médaille d'or      | 90km du Mont-Blanc                                          | 92 km    | 27 juin 2025      | 12 h 32 min 0 s  |
| 10e | Médaille d'or      | KV du Montcalm                                              | 3,5 km   | 14 août 2025      | 47 min 9 s       |